# Torsten Samuelsson
Erik Torsten Samuelsson (* 16. März 1938 in Transtrand) ist ein ehemaliger schwedischer Skilangläufer.
Samuelsson, der für den Sälens IF startete, gewann bei den Svenska Skidspelen 1956 in Falun den 10-km-Lauf bei den Junioren. Im Jahr 1962 wurde er Siebter beim Wasalauf und erreichte damit seine beste Platzierung bei diesen Lauf. Bei seiner einzigen Olympiateilnahme im Januar 1964 in Innsbruck errang er den neunten Platz über 30 km.